# Luís da Silva Maldonado de Eça
Luís da Silva Maldonado de Eça ComTE • ComA (Elvas, 4 de Abril de 1808 - 7 de Agosto de 1879), foi um militar e político português.

## Biografia
Era filho de António da Silva Maldonado de Eça, General de Cavalaria, e de sua mulher D. Mariana Justina da Cruz e Brito, neto paterno de José da Silva Maldonado de Eça, Governador de Cabo Verde, e irmão de Jerónimo da Silva Maldonado de Eça, General de Divisão e Governador Civil do Distrito de Lisboa.
Assentou Praça em Cavalaria em 1823 e foi promovido a Alferes em 1826, tomou parte na Guerra Civil Portuguesa e foi promovido a Tenente em Abril de 1833 e a Capitão a Julho de 1833, e pertenceu à Divisão Auxiliar a Espanha, que foi defender os direitos de D. Isabel II de Espanha contra D. Carlos de Bourbon, Conde de Molina, de 1835 a 1837.
Regressando a Portugal, foi promovido, sucessivamente, a Major em 1845, a Tenente-Coronel em 1851, a Coronel em 1858.
Desempenhou várias Comissões, foi Comandante do Regimento de Cavalaria N.º 2 de Lanceiros da Rainha, do Regimento de Cavalaria N.º 3 e do Regimento de Cavalaria N.º 4 e da 5.ª Divisão Militar e foi Presidente da Comissão de Remonta.
Com o General Joaquim António Velez Barreiros, 1.° Barão de Nossa Senhora da Luz e 1.° Visconde de Nossa Senhora da Luz, e o Coronel José Maria de Magalhães foi a França em 1860 assistir às manobras do Exército Francês em Châlons.
Foi promovido a General de Brigada em 1869.
No que respeita à carreira política, era filiado no Partido Histórico, e foi eleito Deputado em várias Legislaturas. Em 1869, fez parte do 4.º governo da Fusão, presidido pelo 2.° Marquês de Loulé e 1.° Duque de Loulé e 9.° Conde de Vale de Reis, D. Nuno José Severo de Mendoça Rolim de Moura Barreto, sendo responsável pela pasta de Ministro da Guerra.
Recebeu diversas condecorações e louvores, destacando-se: 
- Comendador da Ordem Militar da Torre e Espada, do Valor, Lealdade e Mérito de Portugal[2]
- Comendador da Ordem Militar de Avis de Portugal[2]
- Comendador da Ordem de Isabel a Católica de Espanha[2]
- Medalha das Campanhas da Liberdade de Portugal[2]
- Laureada Cruz de São Fernando de Espanha[2]

Traduziu em 1863 e publicou em 1871 o trabalho Postos avançados de cavalaria ligeira. Recordações pelo General Brack, Lisboa, 1871.